# Josephson-Effekt
Der Josephson-Effekt ist ein physikalischer Effekt, der den Tunnelstrom zwischen zwei Supraleitern beschreibt. Er wurde von Brian D. Josephson 1962 theoretisch vorhergesagt und später in zahlreichen Experimenten verifiziert, zuerst 1962 von John Rowell an den Bell Laboratories (teilweise mit Philip Warren Anderson). Josephson erhielt 1973 den Nobelpreis für Physik.
Zwar wurde der Josephson-Effekt als erstes in Supraleitern gemessen, der Begriff wurde jedoch verallgemeinert: Man spricht von dem Josephson-Effekt, falls zwei makroskopische Wellenfunktionen schwach miteinander gekoppelt sind (Kopplung über eine Tunnelbarriere).

## Anschauliche Beschreibung
Der elektrische Strom in Supraleitern wird nicht, wie es in Normalleitern der Fall ist, von einzelnen Elektronen getragen, sondern von Elektronenpaaren, den so genannten Cooper-Paaren, wie sie von der BCS-Theorie postuliert werden.
Werden zwei Supraleiter durch eine wenige Nanometer dünne, nicht-supraleitende Barriere getrennt, so können Cooper-Paare von einem Supraleiter durch die Barriere in den anderen tunneln. Eine derartige Supraleiter-Normalleiter-Supraleiter (SNS)- oder Supraleiter-Isolator-Supraleiter (SIS)-Anordnung nennt man Josephson-Kontakt. Wird nun eine Stromquelle an den Josephson-Kontakt angeschlossen und ein geringer elektrischer Strom durch den Kontakt geleitet, verhält er sich weiterhin wie ein Supraleiter ohne Unterbrechung, da die Cooper-Paare durch die Barriere tunneln. Dadurch treten mehrere Effekte auf:
- Bei Anlegen einer Gleichspannung tritt ein hochfrequenter Wechselstrom auf, dessen Frequenz proportional zur Spannung ist;
- bei Einwirkung hochfrequenter elektromagnetischer Wellen (Mikrowellen) werden zwischen den beiden Supraleitern diskrete Spannungswerte erzeugt, die nur von der Frequenz der Mikrowelle abhängen.

## Die Josephson-Gleichungen
In einem Supraleiter befinden sich alle Cooper-Paare im gleichen quantenmechanischen Zustand, lassen sich also durch ein und dieselbe Wellenfunktion beschreiben (siehe BCS-Theorie). In einem Josephson-Kontakt sind die Wellenfunktionen der beiden Supraleiter durch die dünne, nicht-supraleitende Schicht gekoppelt. Die Größe der Kopplung wird im Wesentlichen durch die Dicke der Schicht bestimmt. Der Suprastrom (von Cooper-Paaren getragene Strom) durch diese Schicht {\displaystyle I_{\mathrm {J} }} hat die Größe
{\displaystyle I_{\mathrm {J} }=I_{\mathrm {c} }\sin \Delta \varphi \quad } (1. Josephson-Gleichung),
wobei {\displaystyle \Delta \varphi } die Phasendifferenz der supraleitenden Wellenfunktionen beiderseits der Barriere darstellt und {\displaystyle I_{\mathrm {c} }} der kritische Strom der Barriere ist.
Dabei gilt:
{\displaystyle {\frac {\partial \Delta \varphi }{\partial t}}={\frac {2\pi }{\Phi _{0}}}U\quad }mit{\displaystyle \quad \Phi _{0}={\frac {h}{2e}}\quad } (2. Josephson-Gleichung),
wobei {\displaystyle \Phi _{0}} das magnetische Flussquant ist. Diese Gleichung wird 2. Josephson-Gleichung genannt. Aufgrund der sich ändernden Phasendifferenz tritt ein ständig wechselnder Suprastrom auf. Durch Einsetzen der 2. Josephson-Gleichung in die 1. Josephson-Gleichung erhält man die entsprechende Frequenz (Josephson-Frequenz) zu
{\displaystyle f_{\mathrm {J} }={\frac {2\;\!e\;\!U}{h}}=K_{\mathrm {J} }\cdot U\;\;\;} bzw. {\displaystyle \;\;\omega _{\mathrm {J} }={\frac {2\;\!e\;\!U}{\hbar }}=2\pi K_{\mathrm {J} }\cdot U} .
Hierbei ist
{\displaystyle K_{\mathrm {J} }={\frac {1}{\Phi _{0}}}={\frac {2\,e}{h}}=4{,}835\;978\;484\ldots \cdot 10^{14}\,{\frac {\mathrm {Hz} }{\mathrm {V} }}}
die Josephson-Konstante. Sie ist exakt bekannt, weil e (Elementarladung) und h (Planck-Konstante) seit 2019 zur Definition der SI-Einheiten dienen und ihnen ein fester Wert zugewiesen wurde. Da Frequenzen sehr präzise messbar sind, eignet sich der Josephson-Effekt als Spannungsnormal zur präzisen Darstellung der Einheit Volt. Für die (sehr geringe) Spannung von 1 μV ergibt sich beispielsweise die Frequenz von 483,5978… MHz.
Es bleibt noch zu erwähnen, dass der Strom durch einen Josephson-Kontakt abhängig von äußeren Magnetfeldern ist. Genaugenommen lautet die 1. Josephson-Gleichung:
{\displaystyle I_{\mathrm {J} }=I_{\mathrm {c} }\sin \left(\Delta \varphi -{\frac {2\pi }{\Phi _{0}}}\int _{\mathrm {Supraleiter} \,1}^{\mathrm {Supraleiter} \,2}{\vec {A}}\,\mathrm {d} {\vec {l}}\right)}
Hierbei ist {\displaystyle {\vec {A}}} das magnetische Vektorpotential und das Integral ein Wegintegral, das von dem 1. Supraleiter über die Barriere zu dem 2. Supraleiter reicht.

## Kennlinie eines Josephson-Kontaktes

Strom-Spannungs-Kennlinie eines nicht hysteretischen Josephson-Kontaktes

An einem Josephson-Kontakt finden mehrere Prozesse statt (nicht-hysteresischer Fall ohne Magnetfeld):
- Tunneln von Cooper-Paaren durch die Barriere (Josephson-Effekt)
- Tunneln einzelner Elektronen durch die Barriere
- Zerbrechen von Cooper-Paaren und Tunneln der entstehenden Einzelelektronen durch die Barriere (bei im Vergleich zur Bandlücke des Supraleiters hohen Spannungen)
- Ohmsche Leitung durch die Barriere bei SNS-Kontakten (nicht bei SIS-Kontakten)
- Die beiden Supraleiter mit der Barriere dazwischen verhalten sich wie die Platten eines Plattenkondensators.

Da alle diese Prozesse parallel stattfinden, gilt
- Die gemessene Spannung ist die Spannung des Josephson-Effektes; aus ihr lässt sich mittels der 2. Josephson-Gleichung {\textstyle {\frac {\partial \Delta \varphi }{\partial t}}} direkt berechnen.
- Der gemessene Strom ist der Gesamtstrom aller stattfindenden Prozesse, also im Wesentlichen die Summe aus dem Strom der Cooper-Paare und dem Strom der Einzelelektronen, zeitlich geglättet durch die Kondensatorwirkung des Kontaktes.

Gleichstrom-Josephsoneffekt:
Ist die Spannung klein, d. h. die Energie der Cooper-Paare im elektrischen Feld gegenüber {\displaystyle k_{\mathrm {B} }T} vernachlässigbar, ergibt die Minimierung der freien Energie des Systems, dass sich im Gleichgewicht {\textstyle \Delta \varphi =(2z+1){\frac {\pi }{2}}} mit {\textstyle z\in \mathbb {Z} } einstellt. D. h.
{\displaystyle I_{\mathrm {J} }=\pm I_{\mathrm {c} }}
Ist keine äußere Spannungsquelle angeschlossen, also {\displaystyle I_{\mathrm {gesamt} }=0}, wird dieser Josephson-Strom durch Tunneln von Einzelelektronen in Gegenrichtung kompensiert, sodass sich keine Spannung aufbaut.
Ist eine (geringe) Spannung angelegt, fließt der Josephson-Strom dagegen auf Grund des elektrischen Feldes durch die Spannungsquelle ab, sodass für den gemessenen Strom im Wesentlichen gilt:
{\displaystyle I_{\mathrm {gesamt} }=I_{\mathrm {J} }=\pm I_{\mathrm {c} }}
Wechselstrom-Josephsoneffekt:
Ist die Spannung so groß, dass die thermischen Effekte vernachlässigbar sind, wird meist das Resistively and Capacitively Shunted Junction (RCSJ)-Modell verwendet, um eine DGL für {\displaystyle \Delta \varphi } aufzustellen. Dabei wird der Gesamtstrom als Summe von Josephson-Strom, Ohmschem Strom, Strom eines Kondensators angesetzt.
Bei durch eine Spannungsquelle erzwungener konstanter Spannung ergibt sich eine Phase von
{\displaystyle \Delta \varphi =\Delta \varphi _{\mathrm {0} }+\omega _{\mathrm {J} }t}
also ist der Josephson-Strom dann ein Wechselstrom mit Kreisfrequenz {\displaystyle \omega _{\mathrm {J} }}.
Shapiro-Stufen:
Wenn ein auf einen Josephson-Kontakt Mikrowellen einwirken, können Resonanzeffekte auftreten. Entspricht die Frequenz der Mikrowellen gerade einem ganzzahligen Vielfachen der Josephson-Frequenz, treten in der Strom-Spannungs-Kennlinie Stufen gleicher Spannung auf, die als „Shapiro-Stufen“ bezeichnet werden. Der Abstand benachbarter Stufen ist
{\displaystyle \Delta U=f_{\mathrm {J} }/K_{\mathrm {J} }=\omega _{\mathrm {J} }/(2\pi K_{\mathrm {J} })}.

## Technische Realisierung von Josephson-Kontakten

Schematischer Aufbau eines Josephson-Kontaktes

Die Barriere zur Trennung der beiden Supraleiter darf nur wenige Nanometer dick sein, damit quantenmechanische Tunnelprozesse stattfinden können. Dies kann auf verschiedene Arten realisiert werden:
- Aufbau einer SNS- oder SIS-Anordnung in Dünnfilmtechnik durch Sputtern oder Laserablation
- Eine dünne Spitze aus supraleitendem Material, die auf einen Supraleiter gedrückt wird (Punktkontakt/Spitzenkontakt), wirkt ähnlich, da an den Seiten der Spitze Tunneleffekte auftreten (eventuell wird im normalleitenden Zustand einmalig ein so großer Strom durch die Anordnung geschickt, dass die dünnste Stelle der Einschnürung durch die Hitze oxidiert und so eine dünne isolierende Oxidschicht entsteht)
- Eine sehr enge Einschnürung in einem supraleitenden Film (die Effekte sind die gleichen wie beim Spitzenkontakt)
- In stark anisotropen Hochtemperatursupraleitern wie zum Beispiel Bi2212 oder dem Pnictid LaO0.9F0.1FeAs findet die Supraleitung nur in Ebenen statt, zwischen den Ebenen sind isolierende Schichten. Durch Strukturieren lassen sich daher aus Einkristallen intrinsische Josephson-Kontakte herstellen.

## Anwendungen
Josephsonkontakte werden eingesetzt als extrem schnelle Schaltelemente und sehr genaue Spannungsstabilisatoren. Außerdem werden sie in Systemen zur Messung extrem kleiner magnetischer Flüsse (SQUIDs) eingesetzt.
Josephsonkontakte sind sehr genaue Frequenz-zu-Spannung-Konverter. Beim inversen Josephson-Effekt betreibt man den Josephsonkontakt mit einer Spannung der Form
{\displaystyle U(t)={\frac {\hbar }{2e}}\omega (n+a\cos(\omega t))}
Man kann zeigen, dass Ic dann konstant ist. Diese Anordnung wird in Eichämtern als sehr genauer Frequenz-zu-Spannung-Konverter für die Eichung von Spannungen benutzt und dann Josephson-Normal oder Josephson-Quantennormal genannt.
Eine der am weitesten entwickelten Realisierung von Qubits für Quantencomputer basiert auf supraleitenden Schaltkreisen mit Josephson-Kontakten als zentralem nichtlinearen Bestandteil.

## Begrenzungen
Da Josephsoneffekte nur in Verbindung mit Supraleitern auftreten, müssen die Kontakte auf sehr tiefe Temperaturen gekühlt werden, was den Betrieb technisch recht aufwändig und unter Umständen sehr kostspielig werden lässt. Ein häufig verwendetes supraleitendes Material zur Herstellung von derartigen Kontakten ist Niob, das bei 9,2 Kelvin supraleitend wird. Zur Kühlung auf diese Temperaturen wird flüssiges Helium (mit einer Temperatur von 4,2 Kelvin) verwendet. Josephson-Kontakte aus Hochtemperatursupraleitermaterialien können auch bei flüssig-Stickstoff-Temperatur (77,4 Kelvin) gekühlt werden. Flüssiger Stickstoff ist deutlich billiger und einfacher herzustellen als flüssiges Helium, allerdings ist der Herstellungsprozess für Josephsonkontakte aus Hochtemperatursupraleitern deutlich teurer.